# فلفلی پایین
فلفلی پایین (به لاتین: Aşağı Filfili) یک منطقه مسکونی در جمهوری آذربایجان است که در شهرستان اغوز واقع شده‌است.